# Wojciech Musiał
Wojciech Wacław Musiał (ur. 14 lipca 1934 w Mieronicach bądź Niegosławicach, zm. 22 marca 2012 w Kielcach) – polski lekarz (chirurg), regionalista i polityk, poseł na Sejm PRL IX kadencji.

## Życiorys
Ukończył szkołę średnią w Wodzisławiu-Brzeziach, a w 1952 podjął studia w Akademii Medycznej w Krakowie, które ukończył w 1957, po czym do 1964 pracował na tej uczelni (jako asystent, a potem starszy asystent). Przeszedł do pracy na Oddziale Chirurgicznym w Wojewódzkim Szpitalu Zespolonym w Kielcach (był w nim zastępcą ordynatora). Od 1973 do 1975 pełnił funkcję kierownika Wojewódzkiej Poradni Endykrynologicznej. W 1976 objął funkcję ordynatora Oddziału Chirurgii Ogólnej i Urazowej Szpitala Miejskiego im. św. Aleksandra w Kielcach, którą pełnił do 2000. Posiadał tytuł doktora nauk medycznych.
W 1966 wstąpił do Zjednoczonego Stronnictwa Ludowego. W 1984 został członkiem Wojewódzkiego Komitetu tej partii w Kielcach, był też radnym tamtejszej Miejskiej Rady Narodowej. W latach 1985–1989 pełnił mandat posła na Sejm PRL IX kadencji w okręgu Kielce, zasiadając w Komisji Polityki Społecznej, Zdrowia i Kultury Fizycznej, Komisji Spraw Zagranicznych oraz w Komisji Nadzwyczajnej do rozpatrzenia projektów ustaw o stosunku Państwa do Kościoła Katolickiego, o gwarancjach wolności sumienia i wyznania oraz o ubezpieczeniu społecznym duchownych.
Od 1986 do końca życia pełnił funkcję redaktora naczelnego rocznika regionalistycznego „Przyjaciel Wodzisławia”. Od 2000 zasiadał w Radzie Wojewódzkiej Regionalnych Towarzystw Kultury w Kielcach, a w 2004 współtworzył Świętokrzyskie Towarzystwo Regionalne (zostając w nim wiceprezesem, a od 2010 był prezesem honorowym). Od 2002 do 2006 był wiceprzewodniczącym Sądu Koleżeńskiego Ruchu Towarzystw Regionalnych RP.
Zmarł po długiej chorobie. Pochowany na cmentarzu Starym w Kielcach.

## Odznaczenia i wyróżnienia
W 1977 otrzymał Order Odrodzenia Polski V klasy, a w 1984 Medal 40-lecia Polski Ludowej. Został też wyróżniony tytułem Zasłużony dla POLMO SHL, Złotą Odznaką Ligi Kobiet, Złotą Odznaką Ligi Obrony Kraju czy też medalem Adama Bienia oraz Aleksandra Patkowskiego.